# Жуліо Ботельйо
Жуліо Ботельйо (порт. Júlio Botelho, 29 липня 1929, Сан-Паулу — 11 січня 2003, Сан-Паулу), також видомий як Жуліньо (порт. Julinho) — бразильський футболіст, що грав на позиції нападника, зокрема, за клуб «Палмейрас», а також національну збірну Бразилії.
Чемпіон Італії. Чемпіон Бразилії. Триразовий переможець Ліги Пауліста.

## Клубна кар'єра
Народився 29 липня 1929 року в місті Сан-Паулу. Вихованець футбольної школи клубу «Жувентус» (Сан-Паулу).
У дорослому футболі дебютував 1951 року виступами за команду «Португеза Деспортос», в якій провів два сезони.
Згодом з 1954 по 1958 рік грав у складі команд «Флуміненсе», «Португеза Деспортос» та італійській «Фіорентині». Протягом цих років виборов титул чемпіона Італії.
1958 року перейшов до клубу «Палмейрас», за який відіграв 9 сезонів. Більшість часу, проведеного у складі «Палмейраса», був основним гравцем атакувальної ланки команди. Завершив професійну кар'єру футболіста виступами за команду «Палмейрас» у 1967 році.

## Виступи за збірну
1952 року дебютував в офіційних матчах у складі національної збірної Бразилії. Протягом кар'єри у національній команді провів у її формі 27 матчів, забивши 13 голів.
У складі збірної був учасником:
чемпіонату Південної Америки 1953 року у Перу, де разом з командою здобув «срібло»;
чемпіонату світу 1954 року у Швейцарії, де зіграв з Мексикою (5-0), Югославією (1-1) і в чвертьфіналі з Угорщиною (2-4). Забив по голу в першій і третій грі.
Помер 11 січня 2003 року на 74-му році життя в своєму улюбленому мікрорайоні Пенья (східна частина міста Сан-Паулу), від серцевих проблем.
| Дата      | Місто          | Господарі | Результат | Гості     | Турнір                       | Голи | Примітки |
| --------- | -------------- | --------- | --------- | --------- | ---------------------------- | ---- | -------- |
| 6-4-1952  | Сантьяго       | Мексика   | 0 – 2     | Бразилія  | Панамериканські ігри         | -    |          |
| 10-4-1952 | Сантьяго       | Бразилія  | 0 – 0     | Перу      | Панамериканські ігри         | -    |          |
| 13-4-1952 | Сантьяго       | Бразилія  | 5 – 0     | Панама    | Панамериканські ігри         | 1    |          |
| 20-4-1952 | Сантьяго       | Чилі      | 0 – 3     | Бразилія  | Панамериканські ігри         | -    |          |
| 1-3-1953  | Ліма           | Бразилія  | 8 – 1     | Болівія   | Кубок Америки з футболу 1953 | 4    |          |
| 15-3-1953 | Ліма           | Бразилія  | 1 – 0     | Уругвай   | Кубок Америки з футболу 1953 | -    |          |
| 19-3-1953 | Ліма           | Перу      | 1 – 0     | Бразилія  | Кубок Америки з футболу 1953 | -    |          |
| 23-3-1953 | Ліма           | Бразилія  | 3 – 2     | Чилі      | Кубок Америки з футболу 1953 | 1    |          |
| 27-3-1953 | Ліма           | Парагвай  | 2 – 1     | Бразилія  | Кубок Америки з футболу 1953 | -    |          |
| 1-4-1953  | Ліма           | Парагвай  | 3 – 2     | Бразилія  | Кубок Америки з футболу 1953 | -    |          |
| 28-2-1954 | Сантьяго       | Чилі      | 0 – 2     | Бразилія  | Відбір до ЧС 1954            | -    |          |
| 7-3-1954  | Асунсьйон      | Парагвай  | 0 – 1     | Бразилія  | Відбір до ЧС 1954            | -    |          |
| 14-3-1954 | Ріо-де-Жанейро | Бразилія  | 1 – 0     | Чилі      | Відбір до ЧС 1954            | -    |          |
| 21-3-1954 | Ріо-де-Жанейро | Бразилія  | 4 – 1     | Парагвай  | Відбір до ЧС 1954            | 2    |          |
| 16-6-1954 | Женева         | Бразилія  | 5 – 0     | Мексика   | ЧС 1954                      | 1    |          |
| 19-6-1954 | Лозанна        | Бразилія  | 1 – 1     | Югославія | ЧС 1954                      | -    |          |
| 27-6-1954 | Берн           | Угорщина  | 4 – 2     | Бразилія  | ЧС 1954                      | 1    |          |
| 13-5-1959 | Ріо-де-Жанейро | Бразилія  | 2 – 0     | Англія    | товариський матч             | 1    |          |
| 1-5-1960  | Александрія    | Єгипет    | 1 – 3     | Бразилія  | товариський матч             | -    |          |
| 6-5-1960  | Каїр           | Єгипет    | 0 – 3     | Бразилія  | товариський матч             | -    |          |
| 10-5-1960 | Копенгаген     | Данія     | 3 – 4     | Бразилія  | товариський матч             | -    | [ 6 ]    |
| 26-5-1960 | Буенос-Айрес   | Аргентина | 4 – 2     | Бразилія  | Кубок Рока                   | -    |          |
| 29-5-1960 | Буенос-Айрес   | Аргентина | 1 – 4     | Бразилія  | Кубок Рока                   | 1    |          |
| 9-7-1960  | Монтевідео     | Уругвай   | 1 – 0     | Бразилія  | Кубок Атлантики              | -    |          |
| 30-5-1964 | Ріо-де-Жанейро | Бразилія  | 5 – 1     | Англія    | Кубок Націй                  | 1    |          |
| 3-6-1964  | Сан-Паулу      | Бразилія  | 0 – 3     | Аргентина | Кубок Націй                  | -    |          |
| 7-9-1965  | Белу-Оризонті  | Бразилія  | 3 – 0     | Уругвай   | товариський матч             | -    |          |
| Усього    |                | Матчів    | 27        |           | Голів                        | 13   |          |

## Титули і досягнення
- Чемпіон Італії (1):

«Фіорентина»: 1955–1956
- Чемпіон Бразилії (1):

«Палмейрас»: 1960
- Переможець Ліги Пауліста (3):

«Палмейрас»: 1959, 1963, 1966
- Турнір Ріо-Сан-Паулу (3):

«Португеза Деспортос»: 1952, 1955
«Палмейрас»: 1965
- Панамериканський чемпіон (1):

Бразилія: 1952
- Срібний призер Чемпіонату Південної Америки: 1953